# 第47屆七大工業國組織會議
第四十七屆七大工業國組織高峰會議（英文：The 47th Summit of the Organization of Seven Major Industrialized Countries）或簡稱爲第47届G7峰会（47th G7 summit）于2021年6月11日至13日在英国英格兰康瓦爾郡聖艾夫斯举行，同时由英國擔任本届高峰會會議主席（东道主）。
主要參會国包括七國集團各政府首腦及歐盟，因此也有媒體也稱爲第47届G7+1峰会（英語：47th G7+1 summit）。歐盟雖不屬於該組織，但自1981年起都被受邀參與決策與相關議題的討論；另自2010年加拿大第36届G7峰會以來，歐盟各成員國都推舉歐洲理事會主席與歐盟委員會主席擔任共同代表。

## 出席峰會的各國政府首腦
依克里米亞危機以來的慣例，俄羅斯這次依舊不被受邀參加峰會。儘管2019年時任美國總統川普與法國總統馬克龍曾表態願意接受俄羅斯前來參與2020年峰會；但隨後英國和加拿大對兩國警告，如果將俄羅斯參與議程，將否決相關提案。隨後也因2019年COVID-19流行，該年峰會以停辦告終。
值得一提的是，參與本次峰會討論的國家也并不僅限七國集團成員國與歐盟代表；如英国首相鲍里斯·约翰逊先前邀请印度、韩国、南非和澳大利亚的领导人參與討論。澳大利亚对这邀请表示欢迎。韩国总统文在寅也接受邀请，同時向鮑里斯·約翰遜出請柬，希望他能代表英國出席同年五月份的绿色增长和2030年全球目标伙伴关系（P4G峰会），鮑里斯·約翰遜表示接受邀請。印度总理纳伦德拉·莫迪在稍後也接受邀请。有學者如迈克尔·戴文垂認爲鲍里斯·约翰逊此舉可能是想扩大七国集团，以创建戰略構想中的D-10戰略論壇（又稱十大民主国家組織）。
該次峰会是意大利总理马里奥·德拉吉、日本首相菅义伟以及美国总统乔·拜登首次參與的峰会。这也是韩国总统受邀參與的首次G7峰会；这次峰会也很有可能將是德国总理安格拉·默克尔自2005年出席14次峰會以來的最后一次，因为她宣佈在2021年9月举行的德国联邦选举中不會寻求连任。在第一天首腦会谈過后，英國女王伊丽莎白二世在伊甸园計劃處接待七国集团领导人。

### 主要與會者與受邀參與者
| 國名全稱   | 國名全稱                   | 出席者            | 頭銜與職位       |
| ---------- | -------------------------- | ----------------- | ---------------- |
| 加拿大     | 加拿大                     | 賈斯丁·特魯道     | 加拿大總理       |
| 法國       | 法蘭西共和國               | 埃馬努埃萊·馬克龍 | 法国总统         |
| 德国       | 德意志聯邦共和國           | 安格拉·默克爾     | 聯邦總理         |
| 義大利     | 意大利共和國               | 馬里奧·德拉吉     | 部長會議主席     |
| 日本       | 日本國                     | 菅义伟            | 日本內閣總理大臣 |
| 英国       | 大不列顛及北愛爾蘭聯合王國 | 鲍里斯·约翰逊     | 英国首相         |
| 美国       | 美利堅合眾國               | 乔·拜登           | 美国总统         |
| 欧洲联盟   | 歐洲聯盟                   | 乌苏拉·冯德莱恩   | 歐盟委員會主席   |
| 欧洲联盟   | 歐洲聯盟                   | 夏樂斯·馬歇       | 歐洲理事會主席   |
| 受邀參與国 |                            |                   |                  |
| 國名全稱   | 國名全稱                   | 出席者            | 頭銜與職位       |
| 澳大利亚   | 澳洲聯邦                   | 斯科特·莫里森     | 澳大利亞總理     |
| 印度       | 印度共和國                 | 纳伦德拉·莫迪     | 印度總理         |
| 大韩民国   | 大韓民國                   | 文在寅            | 韓國總統         |
| 南非       | 南非共和國                 | 西里尔·拉马福萨   | 南非总统         |

## 與會領導人群像

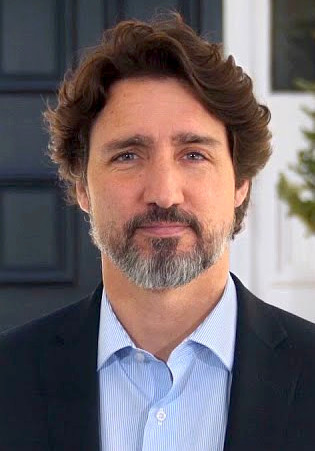
CAN 總理賈斯汀·杜魯多
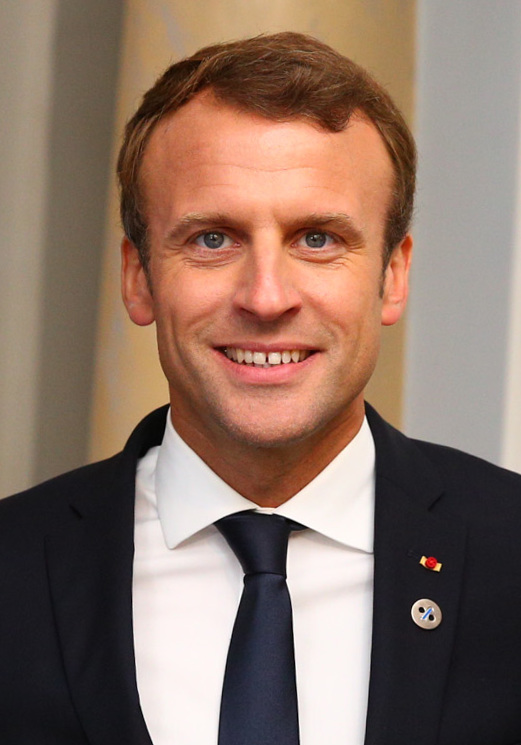
FRA 總統埃馬紐埃爾·馬克龍
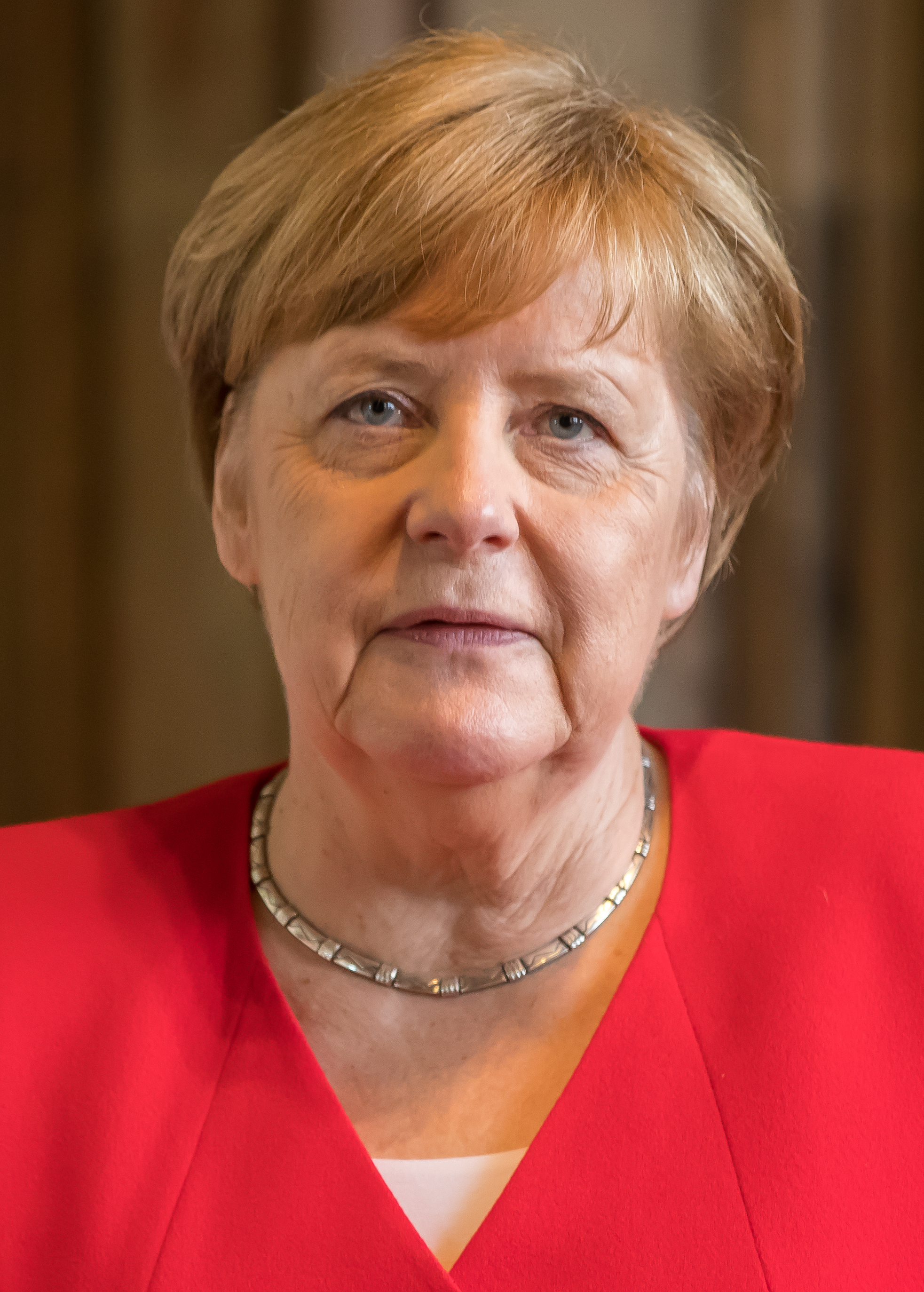
GER 總理安格拉·默克爾
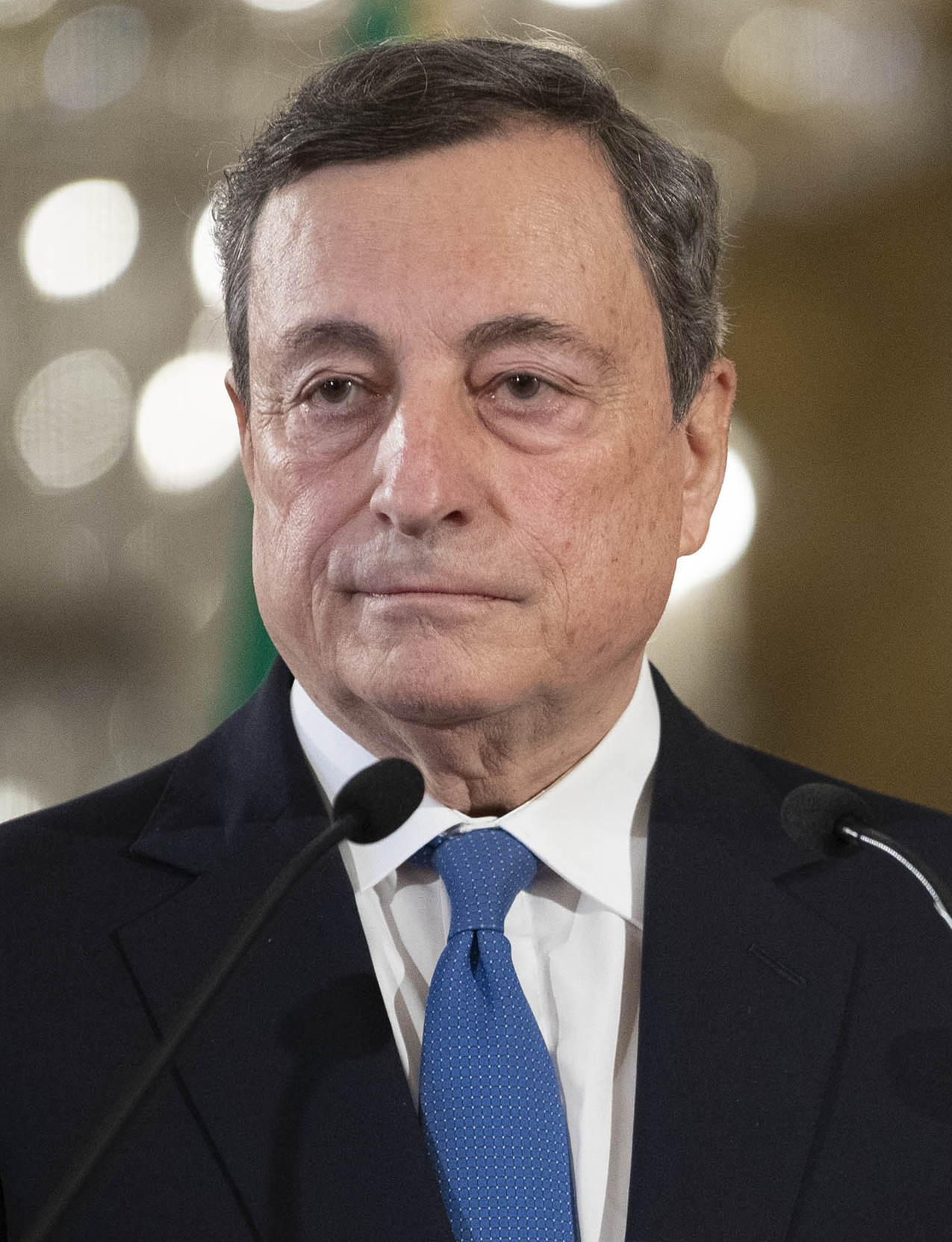
ITA 總理馬里奧·德拉吉
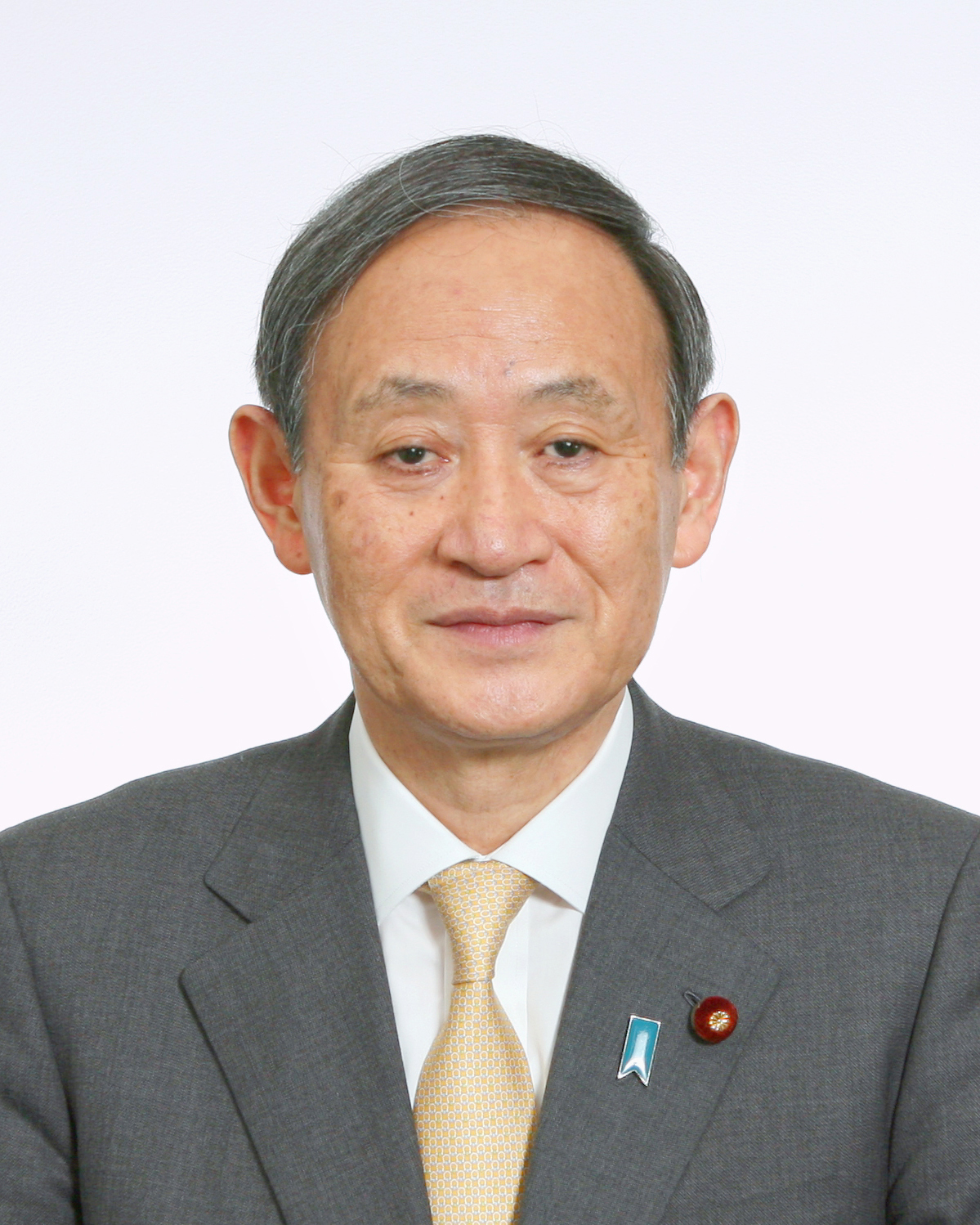
JPN 內閣總理大臣菅義偉
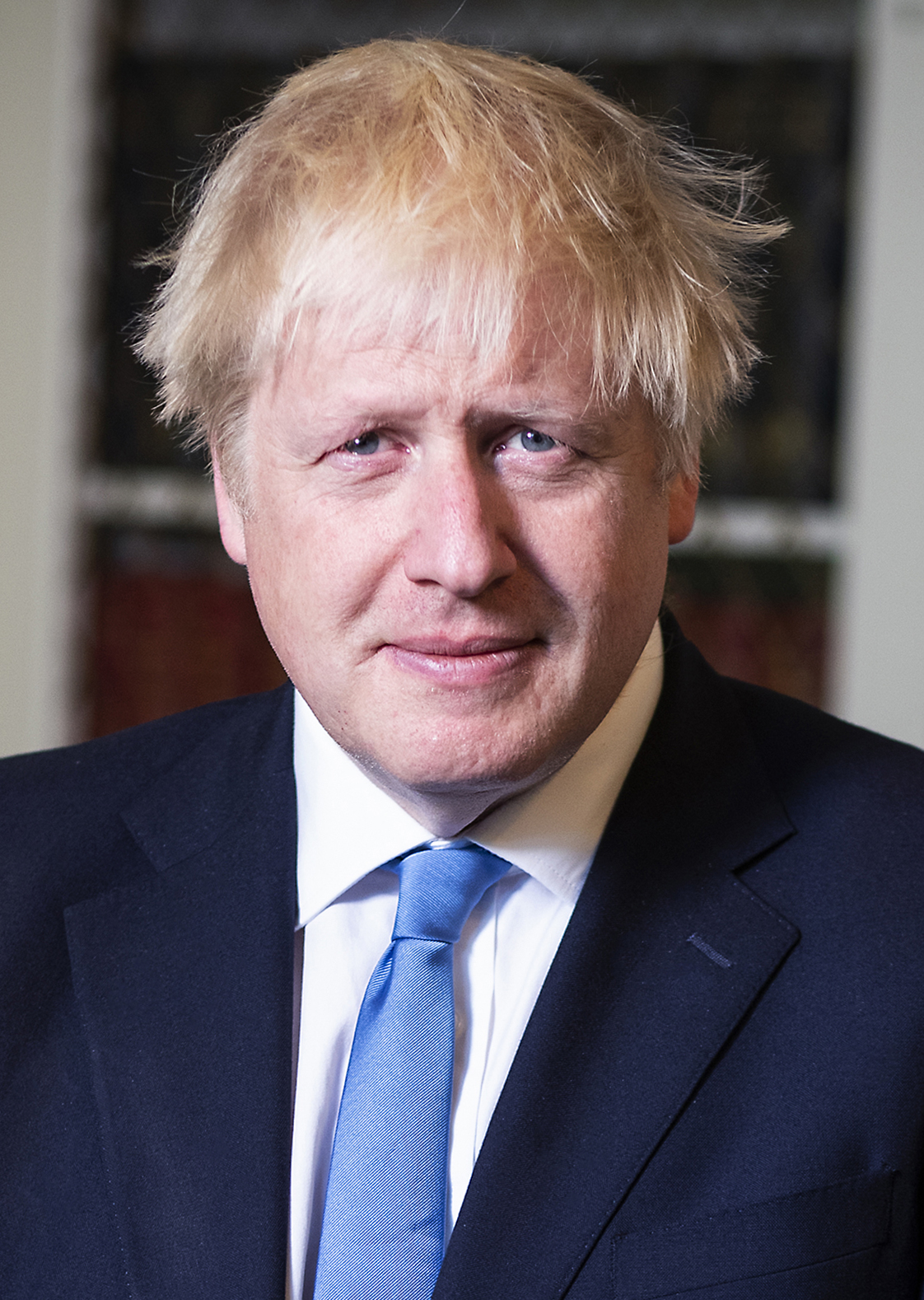
' 首相鮑里斯·約翰遜 （東道主）
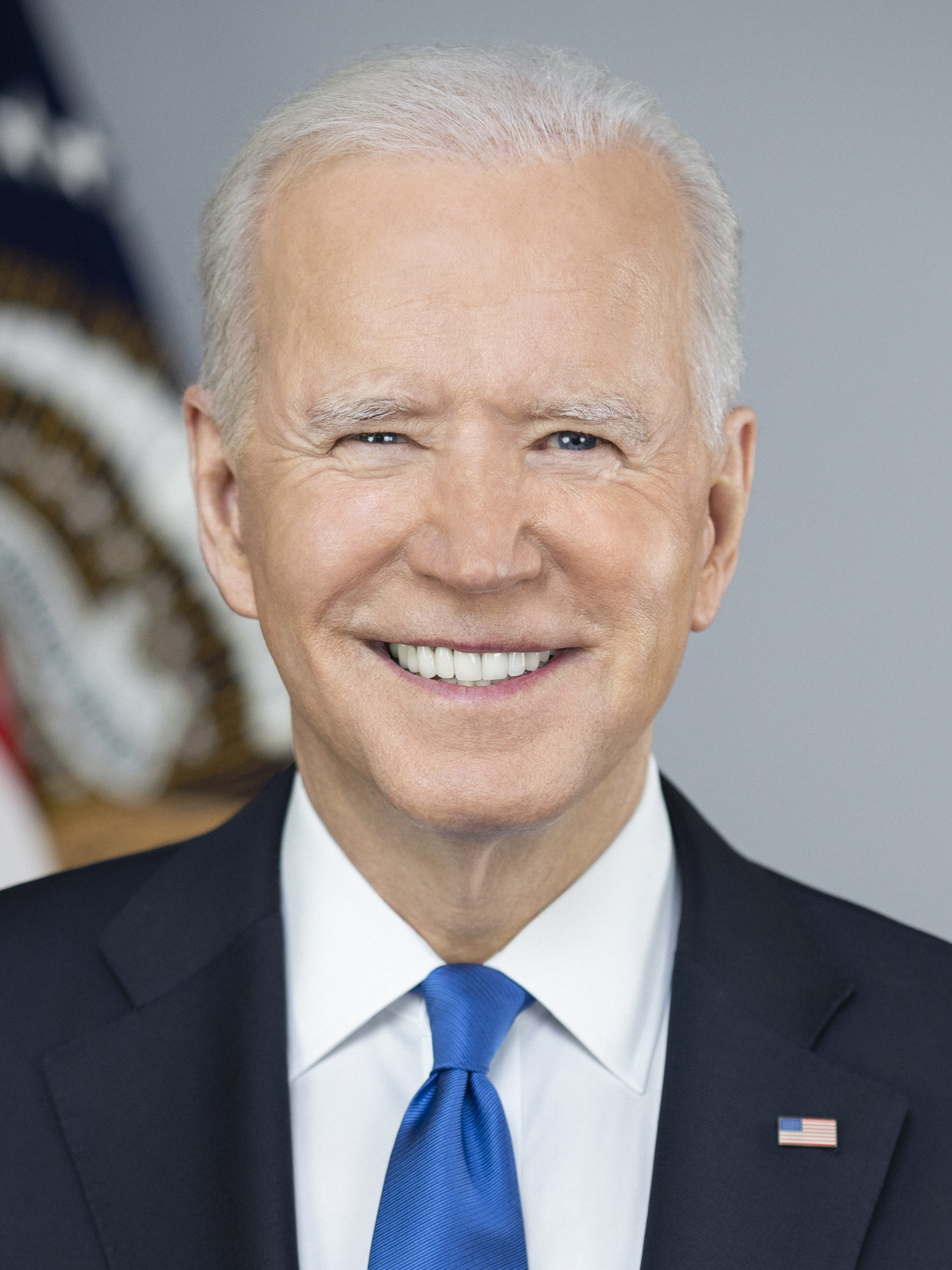
' 總統喬·拜登

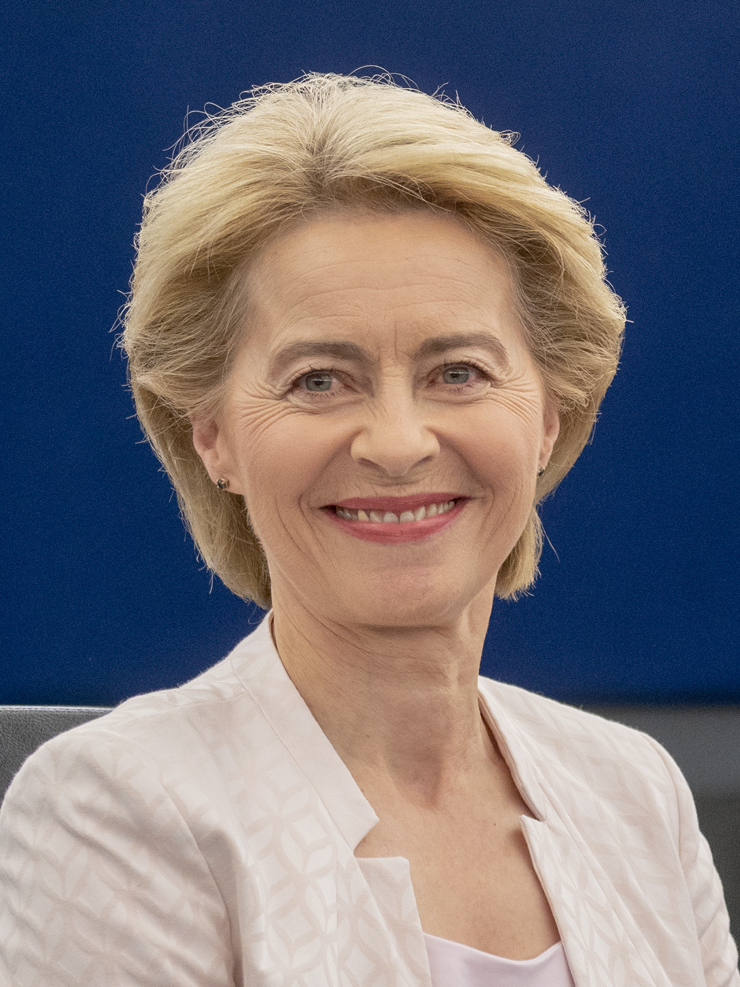
欧洲联盟 委员会主席乌尔苏拉·冯德莱恩
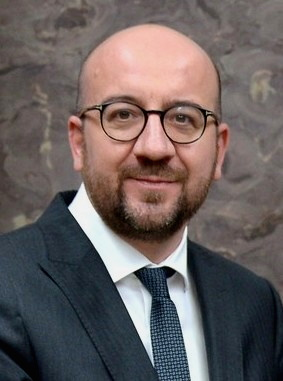
欧洲联盟 理事会主席夏尔·米歇尔

- 加拿大
總理賈斯汀·杜魯多
- 法國
總統埃馬紐埃爾·馬克龍
- 德国
總理安格拉·默克爾
- 義大利
總理馬里奧·德拉吉
- 日本
內閣總理大臣菅義偉
- 英国
首相鮑里斯·約翰遜
（東道主）
- 美国
總統喬·拜登

- 欧洲联盟
委员会主席乌尔苏拉·冯德莱恩
- 欧洲联盟
理事会主席夏尔·米歇尔

### 受邀嘉賓

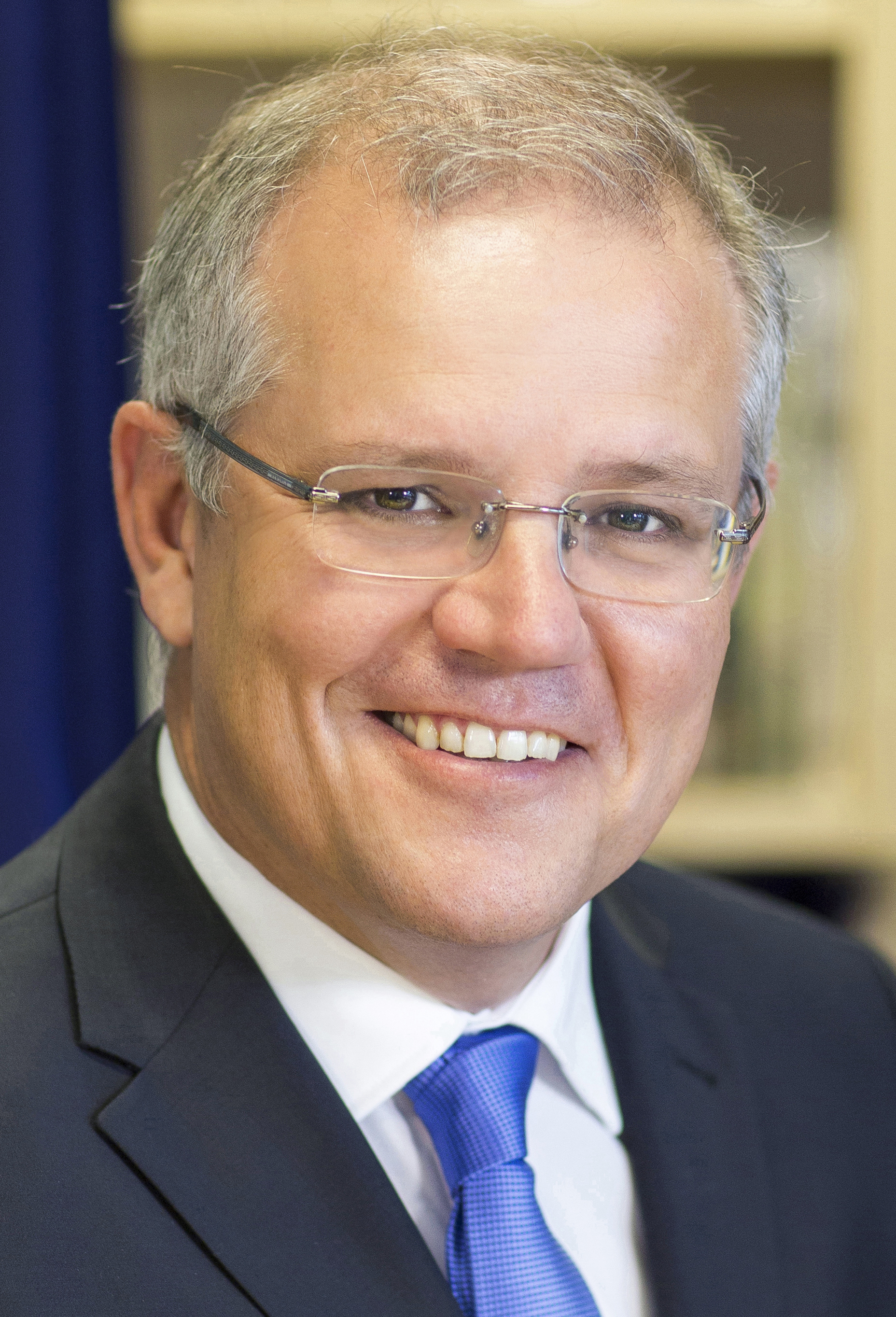
總理史考特·莫里森
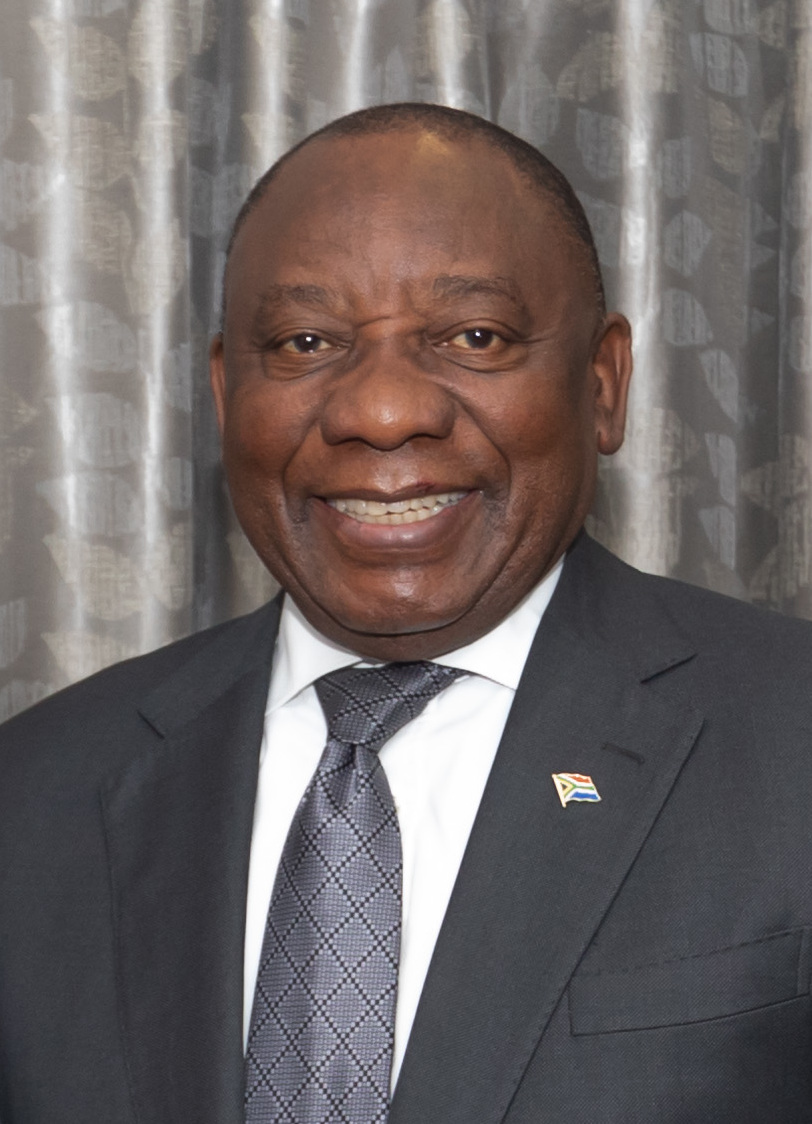
南非 總統西里爾·拉瑪佛沙

## 共同聲明
會議結束後，各國發表共同聲明，批评新疆的强迫劳动，呼吁中国要尊重新疆和香港的人权和基本自由权利；要求中国尽快允许世卫组织就2019冠狀病毒病病毒起源问题在其境内开展第二阶段的“透明、专家主导、基于科学的调查”；各方應寻求和平解决方案维护台海稳定；反对任何会改变南海、东海局势现状、加剧紧张的单边行为；七国集团斥资数百亿美元为发展中国家以及新兴国家提供基建援助计划；G7國家未來1年內提供10億劑COVID-19疫苗；每年支出1000億美元來幫助發展中國家減少碳排放。

## 其他事件
在会议期间，就对于中国的态度，各个国家产生了分歧；美国、英国和加拿大主张对中国采取强硬路线，而与会的欧洲国家则没有太大的兴趣。据CNN报道，各国的分歧十分“敏感”（sensitive）以至于会场的无线网络一度中断。
在会议期间，就脱欧后的双边關係，以及与爱尔兰岛的贸易安排，英国首相鲍里斯·约翰逊與法国总统埃马纽埃尔·马克龙发生了争执。约翰逊问马克龙“如果图卢兹的香肠没法在巴黎销售会怎么样”，而马克龙在回答中认为图卢兹与巴黎的地理关系不像北爱尔兰和大不列颠岛那样，暗示了北爱尔兰不是英国的一部分，这令约翰逊非常恼火。随后，英国外交、聯邦及發展事務大臣多米尼克·拉布发表声明，称马克龙的言论是对英国的“冒犯”，还说不少欧盟国家的领导人“长久以来”将北爱尔兰视为独立的国家，这种想法是错误的。
法国总统埃马纽埃尔·马克龙在6月13日发表言论，称G7集团不应成为敌视中国的俱乐部。
6月12日，新浪微博用戶「半桶老阿湯 」發表由最後的晚餐改編的諷刺畫作「The Last G7」。畫作上的動物代表與會各國，桌上擺著的蛋糕是他們企圖瓜分的中國。